# 訃報 2019年5月
訃報 2019年5月（ふほう 2019ねん5がつ）では、2019年5月に物故した、又は物故が報じられた人物についてまとめる。

## (1日 - 15日)

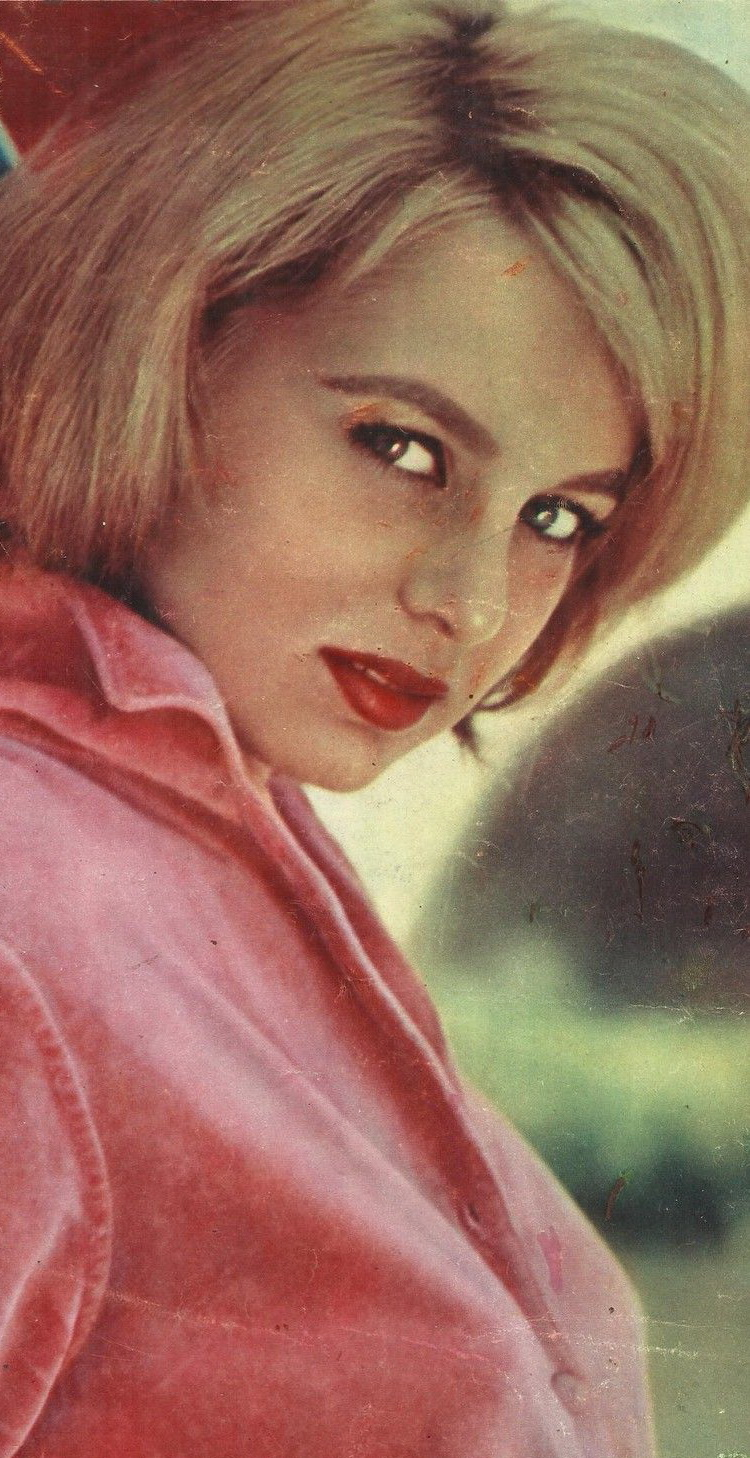
アレッサンドラ・パナーロ／5月1日没

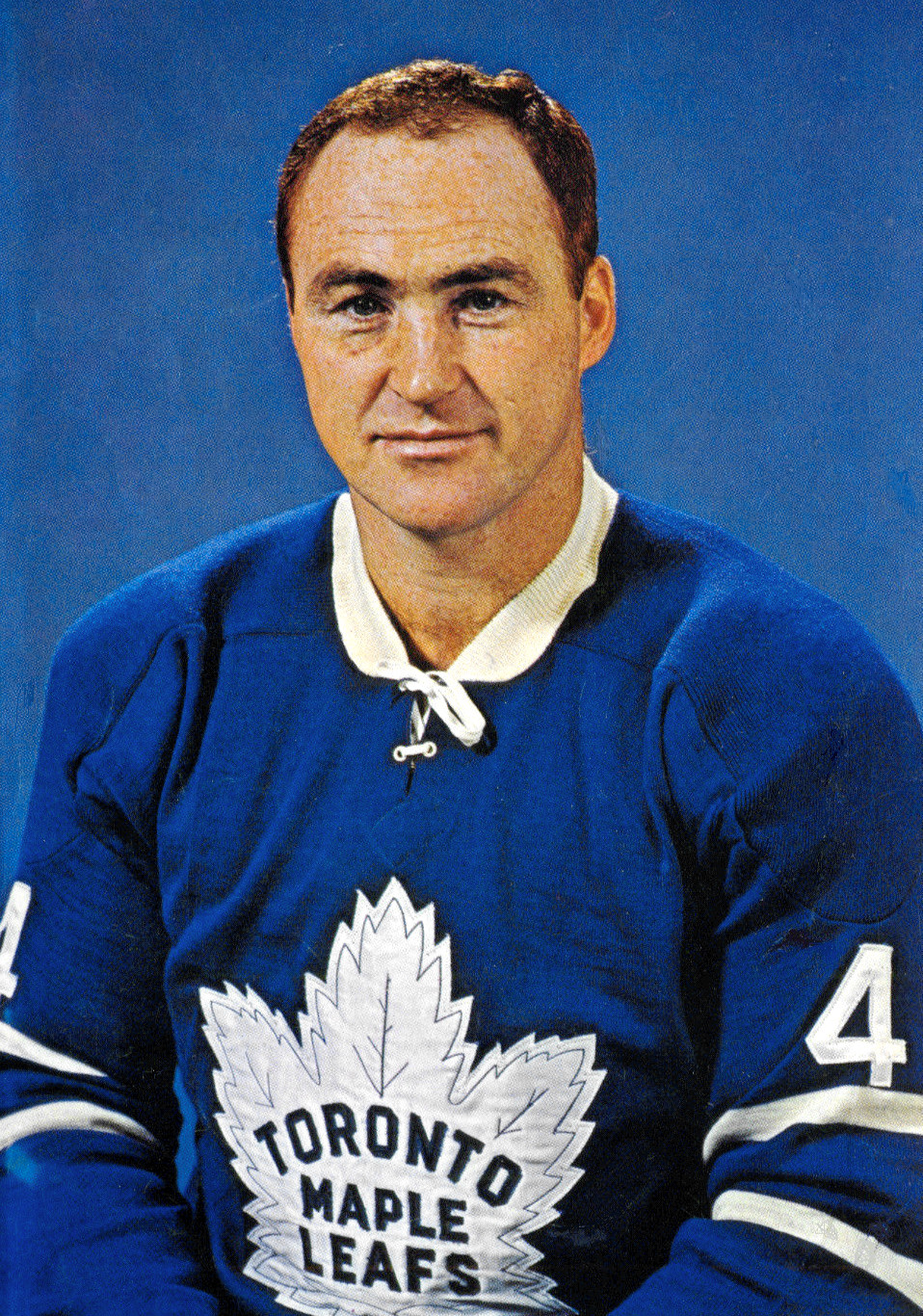
レッド・ケリー／5月2日没

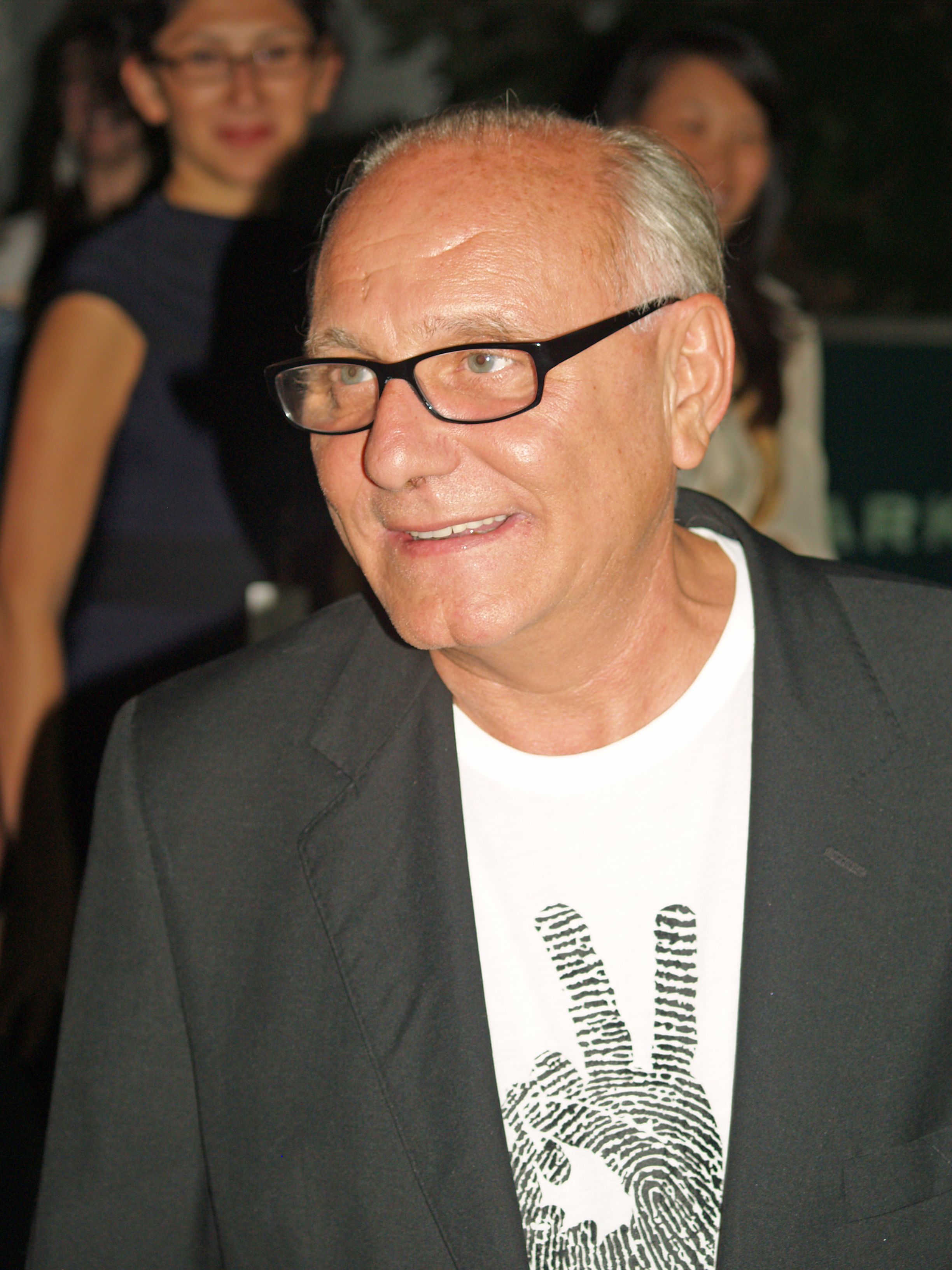
マックス・アズリア／5月6日没

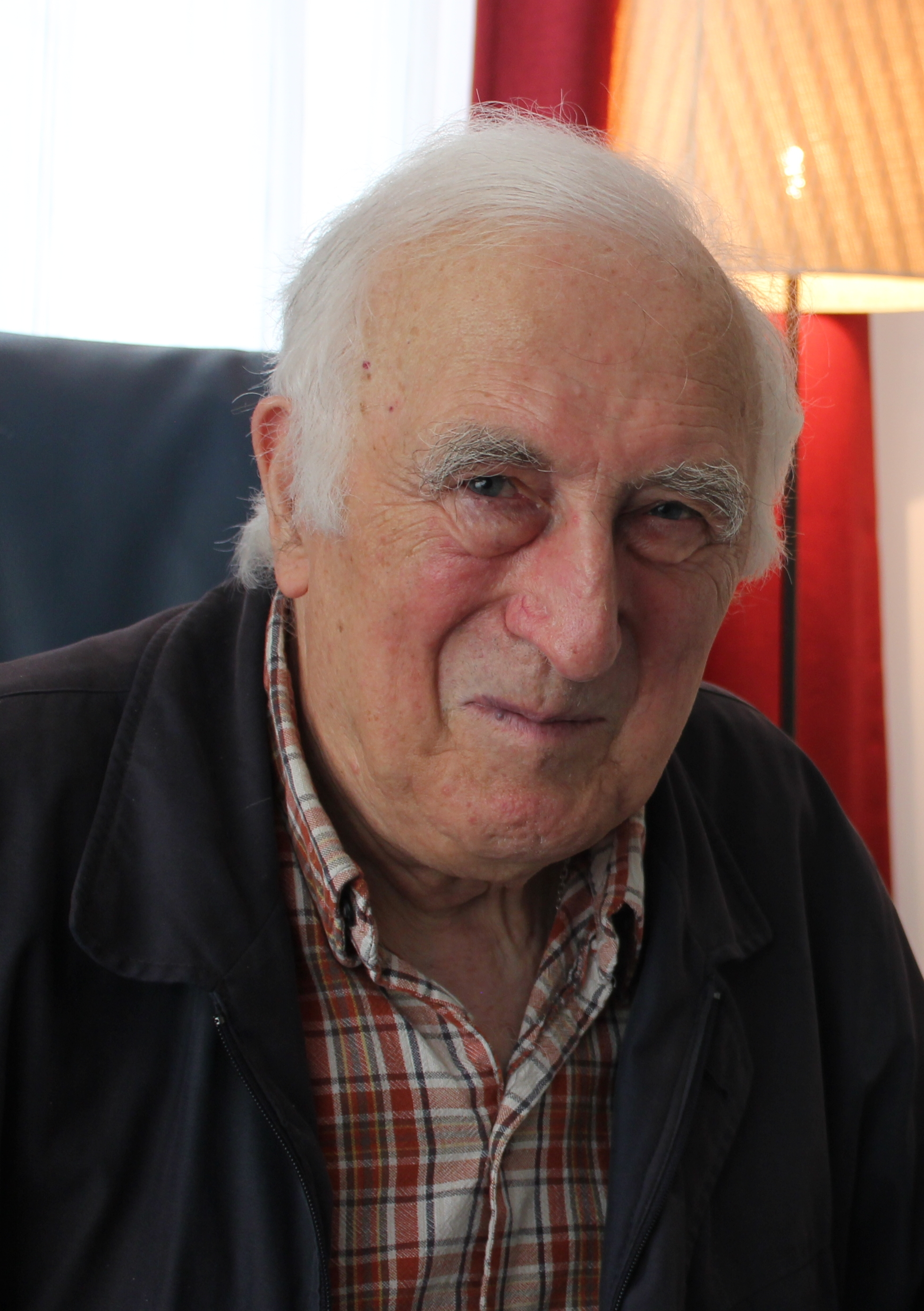
ジャン・バニエ／5月7日没

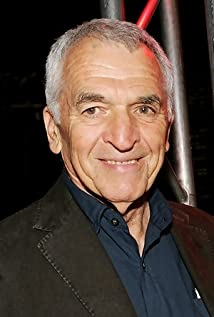
アルヴィン・サージェント／5月9日没

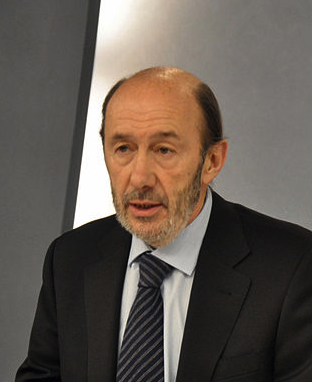
アルフレード・ペレス・ルバルカバ／5月10日没

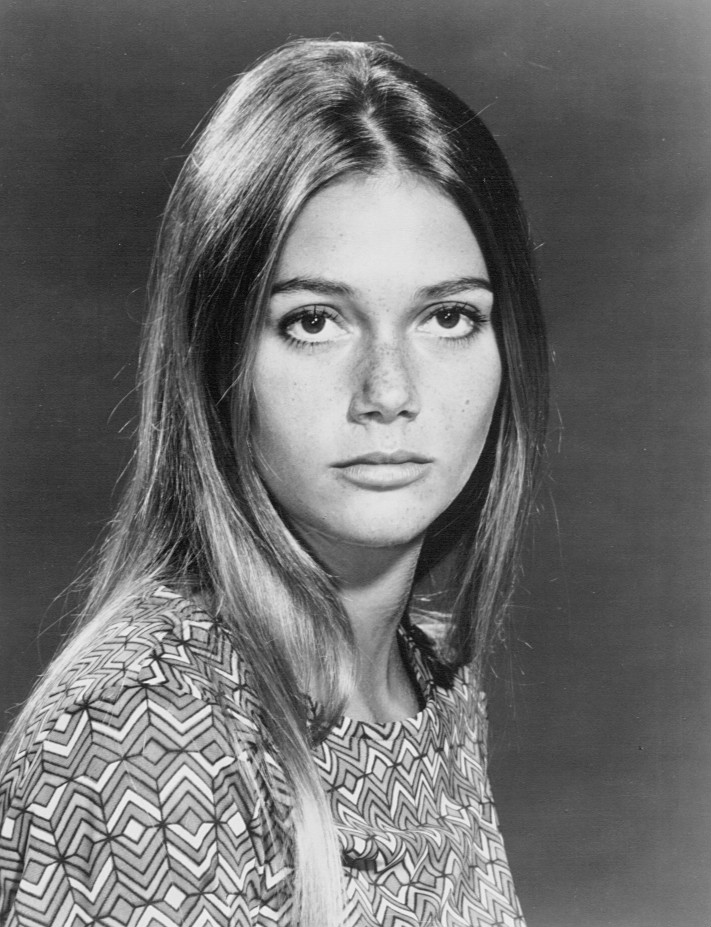
ペギー・リプトン／5月11日没

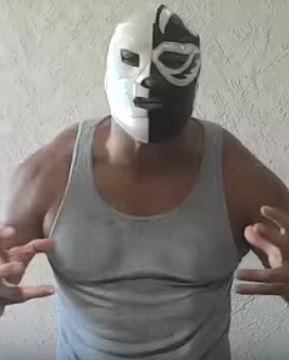
シルバー・キング／5月11日没

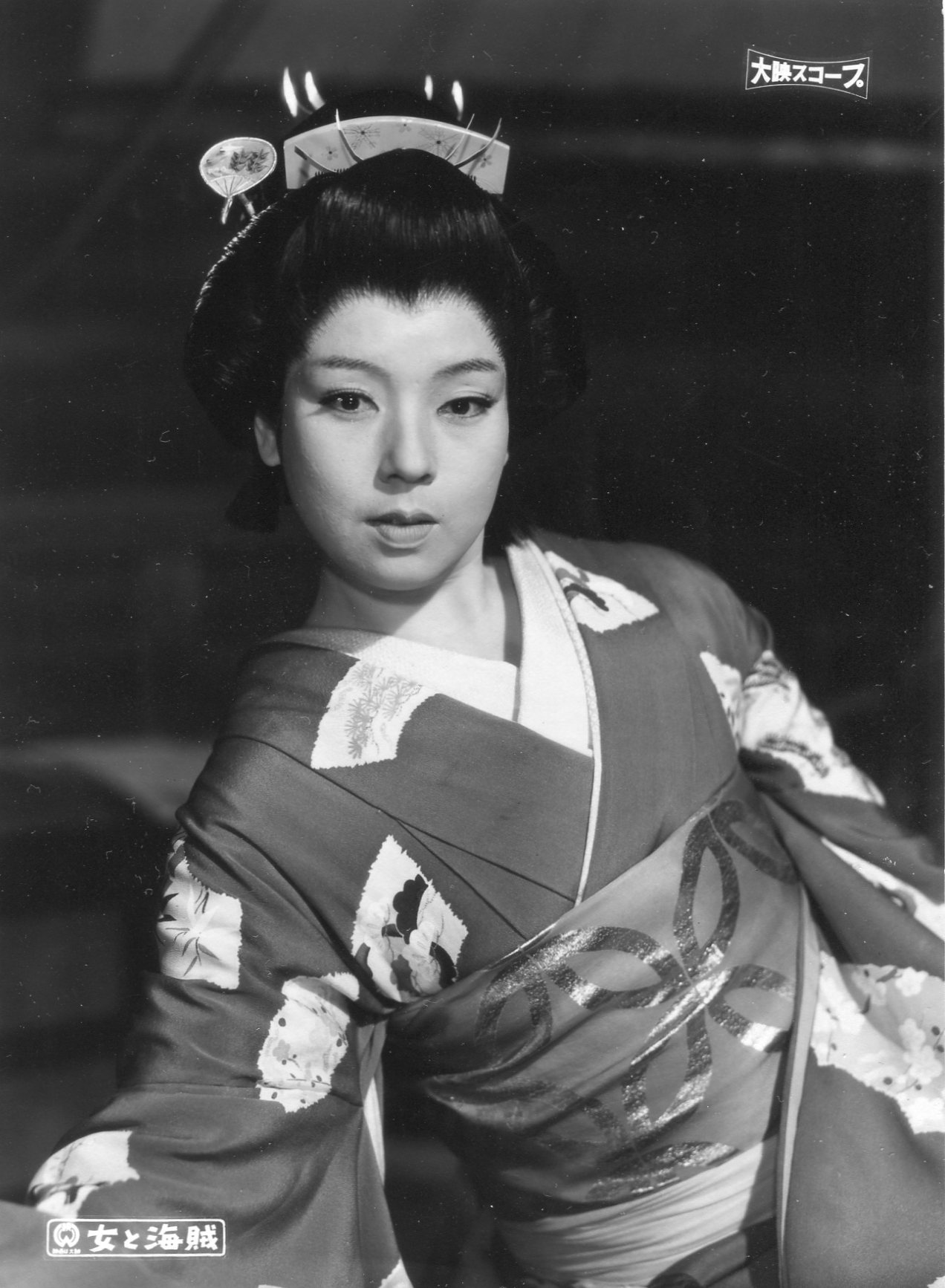
京マチ子／5月12日没

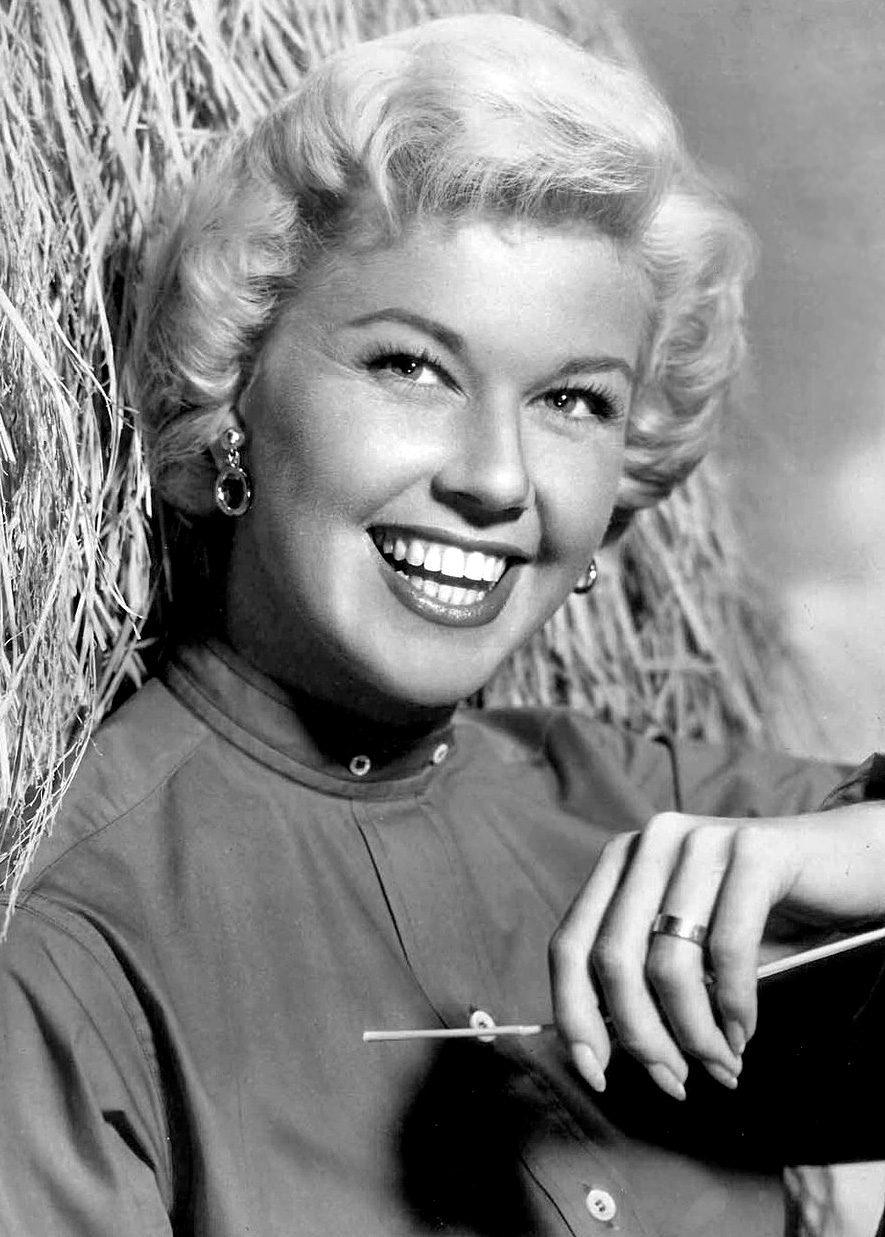
ドリス・デイ／5月13日没

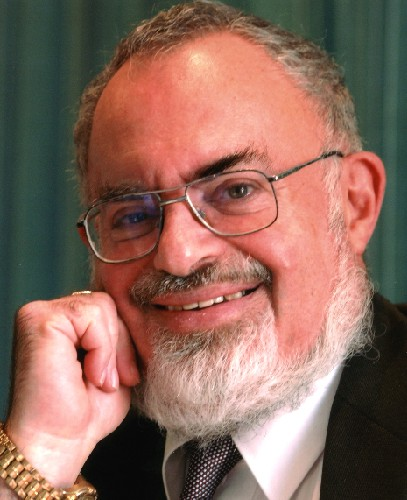
スタントン・フリードマン／5月13日没

関根伸夫／5月13日没

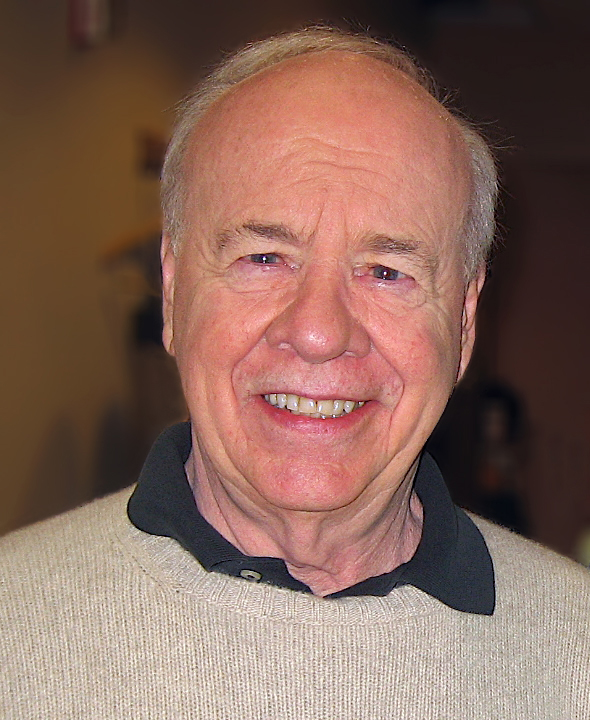
ティム・コンウェイ／5月14日没

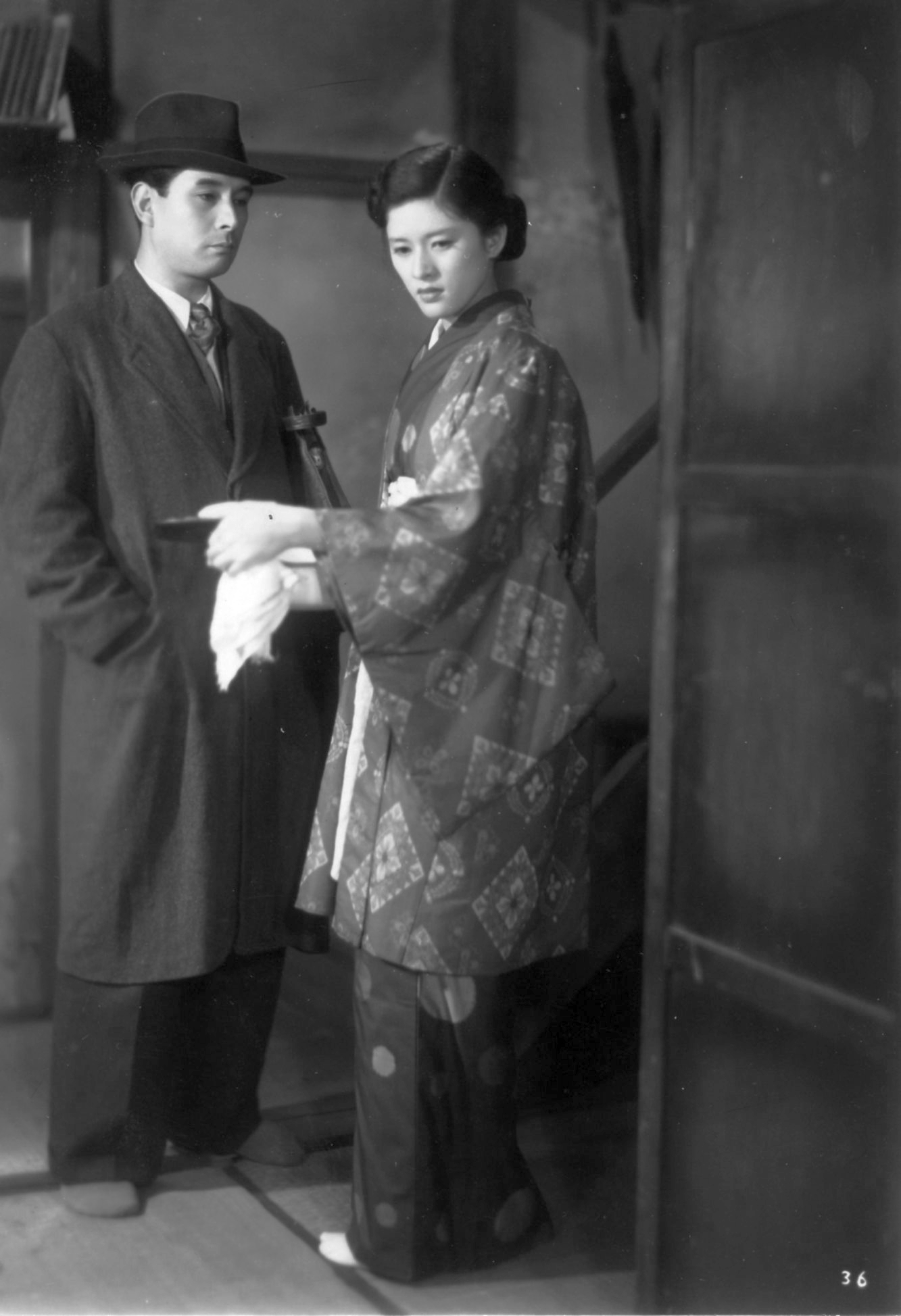
杉葉子（右）／5月15日没

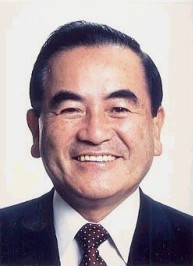
亀井郁夫／5月15日没

- 5月1日 - 門田研造、日本の実業家、元川崎製鉄（現JFEスチール）会長（* 1929年）[1]
- 5月1日 - アレッサンドラ・パナーロ、イタリアの女優（* 1939年）[2]
- 5月1日 - ディンコ・デルメンジエフ（英語版）、ブルガリアのサッカー選手、元ブルガリア代表（* 1941年）[3]
- 5月1日 - 大塚ギチ、日本の編集者・デザイナー・ライター（* 1974年）[4]
- 5月2日 - フアン・ビセンテ・トレアルバ（英語版）、ベネズエラのアルパ奏者、作曲家（* 1917年）[5]
- 5月2日 - 後藤文男、日本の医学者、慶應義塾大学名誉教授（* 1926年）[6]
- 5月2日 - レッド・ケリー、カナダのアイスホッケー選手（* 1927年）[7]
- 5月2日 - 敷島博子、日本の主婦、大阪交響楽団創設者（* 1929年）[8]
- 5月2日 - ジョン・スターリング（英語版）、アメリカ合衆国のブルーグラスミュージシャン、作曲家、元セルダム・シーン（英語版）メンバー（* 1940年）[9]
- 5月2日 - ロルフ・エクロート、ドイツの実業家、元三菱自動車社長（* 1942年）[10]
- 5月2日 - クリス・リカルディ（英語版）、アメリカ合衆国のアニメーター、アニメ監督、作曲家、脚本家、アーティスト、プロデューサー（* 1964年）[11]
- 5月2日 - 余連兵（中国語版）、中華人民共和国の実業家（* 1972年）[12]
- 5月2日 - ファティミ・ダビラ（スペイン語版）、ウルグアイのモデル、ミス・ユニバース2006同国代表（* 1988年）[13]
- 5月3日 - 志村五郎、日本の数学者、プリンストン大学名誉教授（* 1930年）[14]
- 5月4日 - フランソワ・ペルー（フランス語版）、フランスのジャーナリスト（* 1924年）[15]
- 5月4日 - 田中敬夫、日本の政治家、元京都府三和町長（* 1933年?）[16]
- 5月4日 - 山口貞衛、日本の物理学者、東北大学名誉教授（* 1936年）[17]
- 5月4日 - 楊昇南（英語版）、中華人民共和国の歴史家、古文書学者（* 1938年）[18]
- 5月4日 - 石橋輝一、日本の政治家、千葉県神崎町長（* 1944年?）[19]
- 5月4日 - s@ko、日本のラジオパーソナリティ、ローカルタレント（* 1975年）[20]
- 5月5日 - 施啓揚（中国語版）、中華民国の法学者（* 1935年）[21]
- 5月5日 - ワイルド・セブン、日本のプロレスラー（* 生年非公表）[22]
- 5月6日 - ジョン・ルカーチ、ハンガリーの歴史家（* 1924年）[23]
- 5月6日 - 北久美子、日本の洋画家（* 1945年）[24]
- 5月6日 - ペッカ・アイラクシネン（フィンランド語版）、フィンランドの電子音楽作曲家（* 1945年）[25]
- 5月6日 - マックス・アズリア、チュニジアのファッションデザイナー（* 1949年）[26]
- 5月6日 - ハン・ジソン、大韓民国の女優（* 1990年）[27]
- 5月7日 - ジャン・バニエ、スイスのキリスト教哲学者、ラルシュ共同体設立者（* 1928年）[28]
- 5月7日 - 小泉俊一、日本の料理人、実業家、レストラン泉屋社長（* 1934年）[29]
- 5月7日 - ゲオルク・カッツァー（英語版）、ドイツの作曲家（* 1935年）[30]
- 5月7日 - 小槻さとし、日本の漫画家（* 1946年）[31]
- 5月8日 - エフゲニー・クリラトフ（ロシア語版）、ロシアの作曲家（* 1934年）[32]
- 5月8日 - 佐藤嘉剛、日本の実業家、元佐藤工業社長（* 1942年）[33]
- 5月8日 - 室田武、日本の経済学者、エコロジスト、同志社大学名誉教授（* 1943年）[34]
- 5月8日 - 杉谷昭子、日本のピアニスト（* 1943年）[35]
- 5月8日 - デイビッド・モントゴメリー（英語版）、アメリカ合衆国の実業家、フィラデルフィア・フィリーズオーナー（* 1946年）[36]
- 5月8日 - 島田三郎、日本の政治家、参議院議員【自由民主党所属】（* 1956年）[37]
- 5月8日 - スプレント・ダブウィド（英語版）、ナウルの政治家、元同国大統領（* 1972年）[38]
- 5月9日 - 袁宝華（英語版）、中華人民共和国の政治家、元国家経済貿易委員会（中国語版）主任（* 1916年）[39]
- 5月9日 - アルヴィン・サージェント、アメリカ合衆国の脚本家（* 1927年）[40]
- 5月9日 - アリーン・ロバーツ（英語版）、アメリカ合衆国の女優（* 1928年）[41]
- 5月9日 - アリフ・メリコフ（英語版）、アゼルバイジャンの作曲家（* 1933年）[42]
- 5月9日 - 新崎盛善、日本の銀行家、元沖縄銀行会長（* 1934年?）[43]
- 5月10日 - 関直人、日本の振付師、井上バレエ団美術監督（* 1929年）[44]
- 5月10日 - アナトール・ヘルツフェルト（ドイツ語版）、ドイツの彫刻家（* 1931年）[45]
- 5月10日 - 猪飼翠芳、日本の書家、毎日書道展審査会員（* 1934年）[46]
- 5月10日 - フレデリック・ブロウネル（英語版）、南アフリカ共和国の紋章官、旗章学者、系譜学者、同国およびナミビア国旗デザイナー（* 1940年）[47]
- 5月10日 - アルフレード・ペレス・ルバルカバ、スペインの政治家、元内務大臣・副首相・スペイン社会労働党書記長（* 1951年）[48]
- 5月10日 - 相澤英孝、日本の法学者、一橋大学名誉教授（* 1954年）[49]
- 5月10日 - 岡雄三、日本のベーシスト、ヒトサライメンバー（* 1966年）[50]
- 5月11日 - 渋谷文雄、日本の実業家、元タチエス社長（* 1929年）[51]
- 5月11日 - 阿部牧郎、日本の小説家、直木賞受賞者（* 1933年）[52]
- 5月11日 - ジャン＝クロード・ブリソー（フランス語版）、フランスの映画監督（* 1944年）[53]
- 5月11日 - ペギー・リプトン、アメリカ合衆国の女優（* 1946年）[54]
- 5月11日 - ガンサー・カニングハム（英語版）、アメリカ合衆国のアメリカンフットボール指導者、元カンザスシティ・チーフスヘッドコーチ（* 1946年）[55]
- 5月11日 - シルバー・キング、メキシコのプロレスラー、三代目ブラックタイガー（* 1968年）[56][57]
- 5月11日 - プア・マガシーバ（英語版）、ニュージーランドの俳優（* 1980年）[58]
- 5月12日 - 京マチ子、日本の女優（* 1924年）[59]
- 5月12日 - ユベール・モンテイエ、フランスの小説家（* 1928年）[60]
- 5月12日 - 飯田隆昭、日本のアメリカ文学者、翻訳家、三重大学・大東文化大学名誉教授（* 1936年）[61]
- 5月12日 - クララ・グセワ（ロシア語版）、ロシアのスピードスケート選手、1960年スコーバレーオリンピック女子1000m金メダリスト（* 1937年）[62]
- 5月12日 - アナトリ・イオノフ（ロシア語版）、ロシアのアイスホッケー選手、1968年グルノーブルオリンピック金メダリスト（* 1939年）[63]
- 5月12日 - エクトル・エンリケ・オリバレス（スペイン語版）、アルゼンチンの政治家、代議員（* 1958年）[64]
- 5月12日 - エヴァ・ダール（ノルウェー語版）、ノルウェーの映画監督（* 1958年）[65]
- 5月12日 - ヴィクトル・マナコフ（ロシア語版）、ロシアの自転車競技選手、1980年モスクワオリンピック4000m団体追い抜き金メダリスト（* 1960年）[66]
- 5月13日 - ドリス・デイ、アメリカ合衆国の歌手、女優（* 1922年）[67]
- 5月13日 - スタントン・フリードマン、アメリカ合衆国出身のカナダの物理学者、UFO研究家（* 1934年）[68]
- 5月13日 - 胡進慶（英語版）、中華人民共和国のアニメ監督（* 1936年）[69]
- 5月13日 - 河底光夫、日本の実業家、元東プレ社長（* 1942年）[70]
- 5月13日 - 関根伸夫、日本の彫刻家（* 1944年）[71]
- 5月14日 - 末永直行、日本の音楽評論家、会社経営者（* 1923年）[72]
- 5月14日 - レオン・ラウシュ（英語版）、アメリカ合衆国の歌手（* 1927年）[73]
- 5月14日 - アリス・リブリン（英語版）、アメリカ合衆国の経済学者、財務官僚、元行政管理予算局局長・連邦準備制度理事会副議長（* 1931年）[74]
- 5月14日 - スヴェン・リンドクヴィスト（英語版）、スウェーデンの作家（* 1932年）[75]
- 5月14日 - ティム・コンウェイ、アメリカ合衆国の俳優、声優、コメディアン（* 1933年）[76]
- 5月14日 - マイク・ヴィルヘルム（英語版）、アメリカ合衆国のギタリスト、元ザ・シャーラタンズ・フレイミン・グルーヴィーズメンバー（* 1942年）[77]
- 5月14日 - 黒崎彰、日本の版画家、京都精華大学名誉教授（* 1933年）[78]
- 5月14日 - エティエンヌ・ペルション（フランス語版）、フランスの作曲家（* 1958年）[79]
- 5月14日 - トミー・ドンババンド（英語版）、イギリスの俳優、児童文学作家（* 1966年）[80]
- 5月14日 - 星野正樹、日本の囲碁棋士（* 1967年）[81]
- 5月15日 - チャールズ・キッテル、アメリカ合衆国の物理学者（* 1916年）[82]
- 5月15日 - 西山美瑳子、日本の社会学者、関西学院大学名誉教授（* 1928年）[83]
- 5月15日 - 杉葉子、日本の女優（* 1928年）[84]
- 5月15日 - 米本清明、日本の政治家、元山口県和木町長（* 1929年?）[85]
- 5月15日 - 亀井郁夫、日本の政治家、元参議院議員【自由民主党、国民新党所属】（* 1933年）[86]
- 5月15日 - ジョージ・ケリング、アメリカ合衆国の犯罪学者（* 1935年）[87]

## (16日 - 31日)

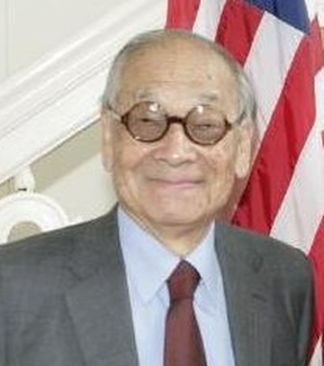
イオ・ミン・ペイ／5月16日没

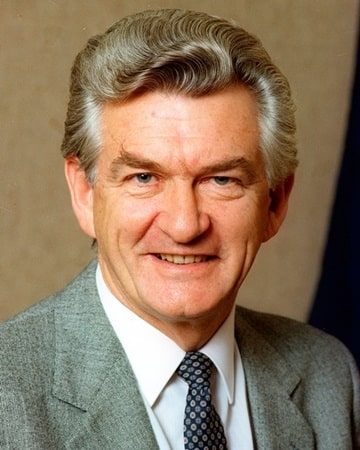
ボブ・ホーク／5月16日没

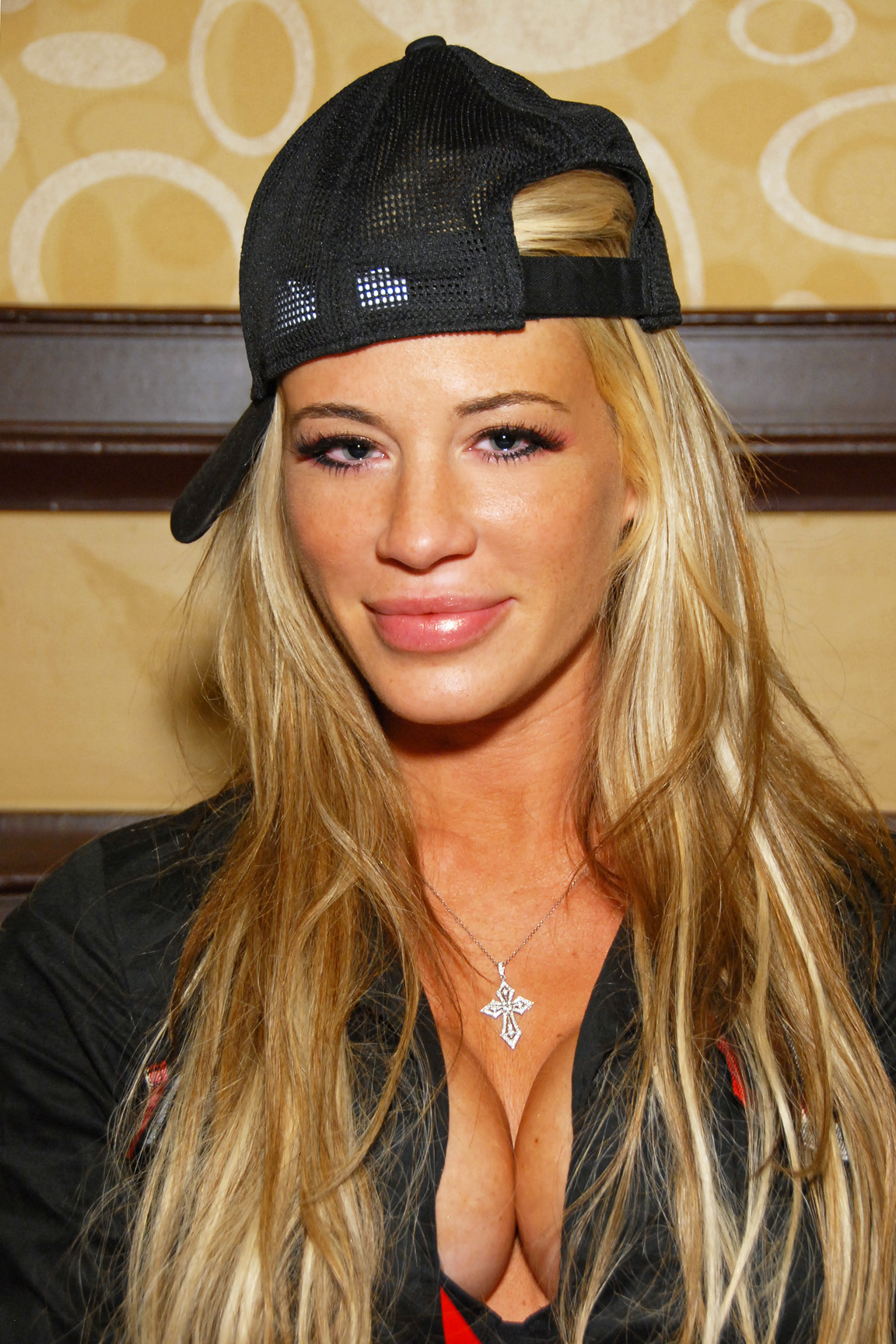
アシュリー・マッサーロ／5月16日没

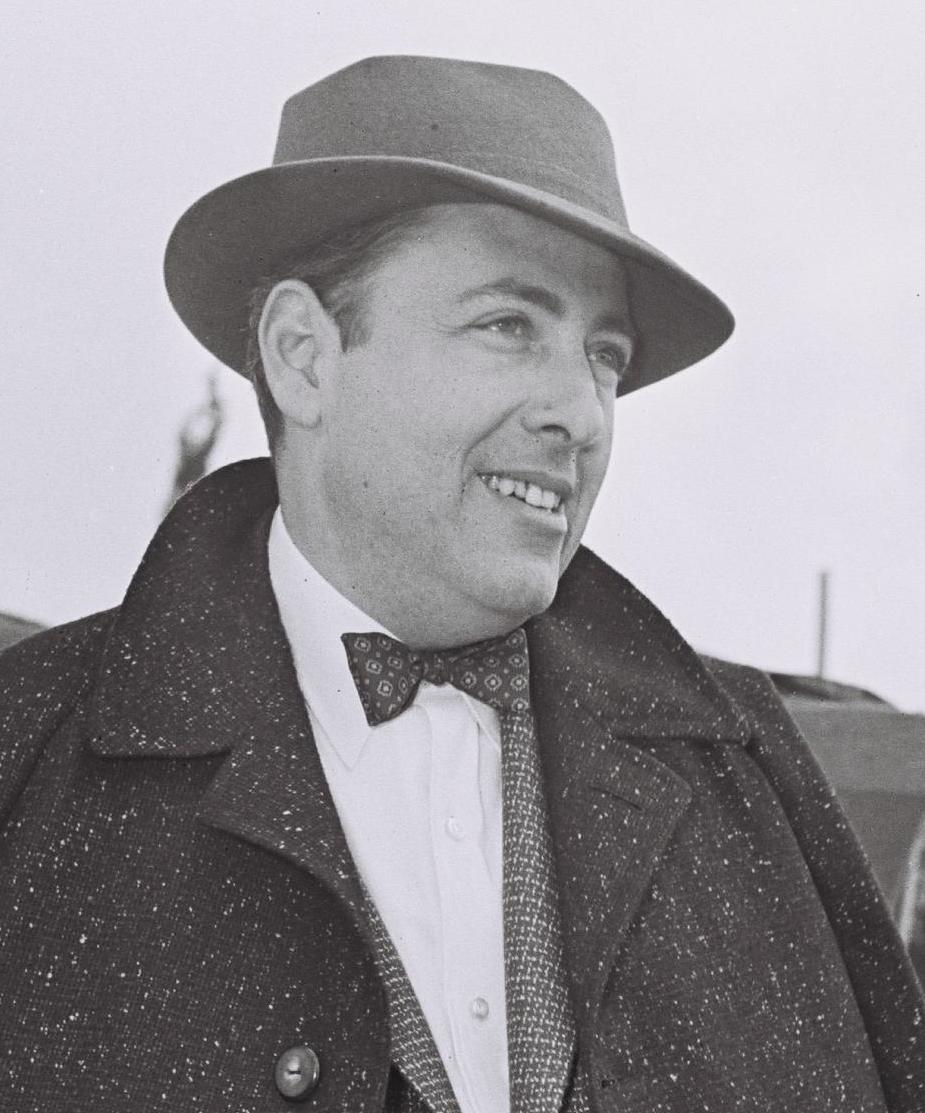
ハーマン・ウォーク／5月17日没

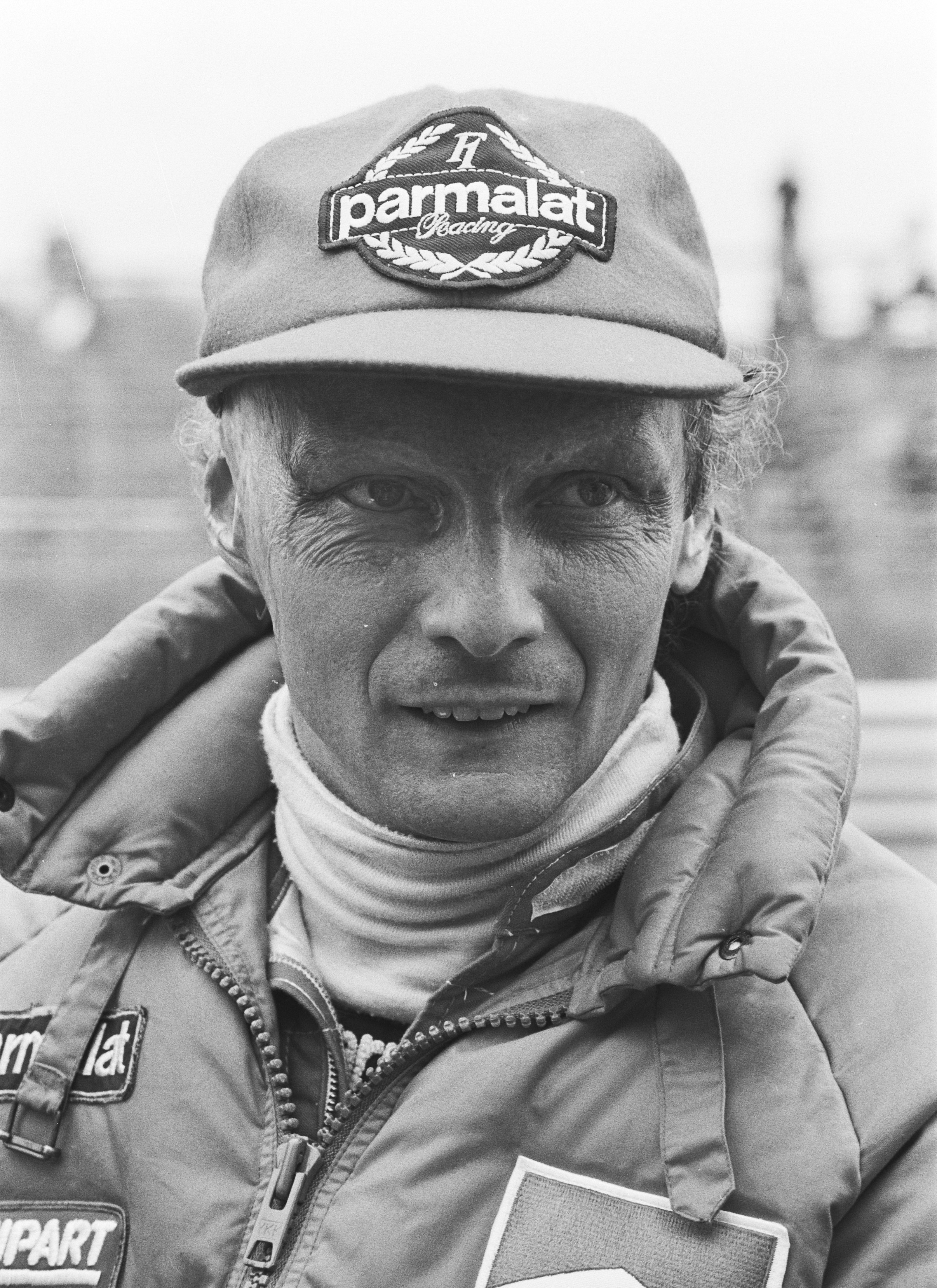
ニキ・ラウダ／5月20日没

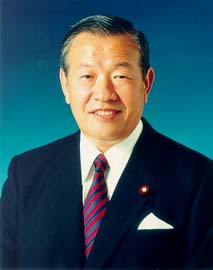
野呂田芳成／5月23日没

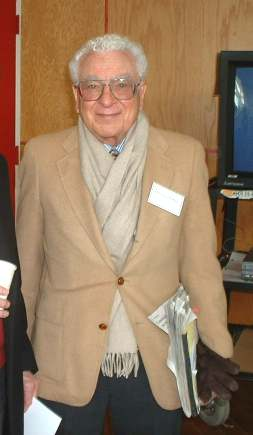
マレー・ゲルマン／5月24日没

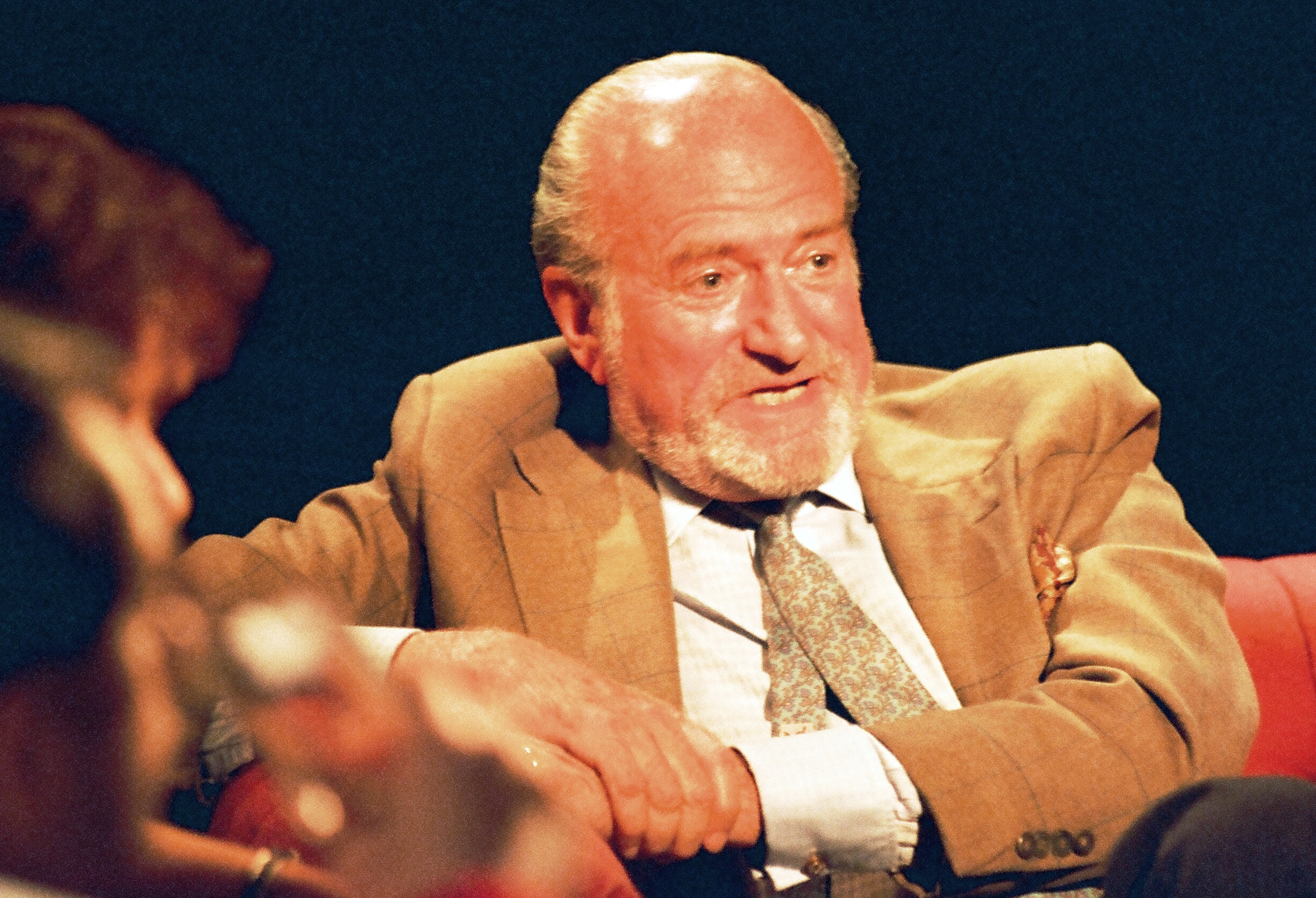
クラウス・フォン・ビューロー／5月25日没

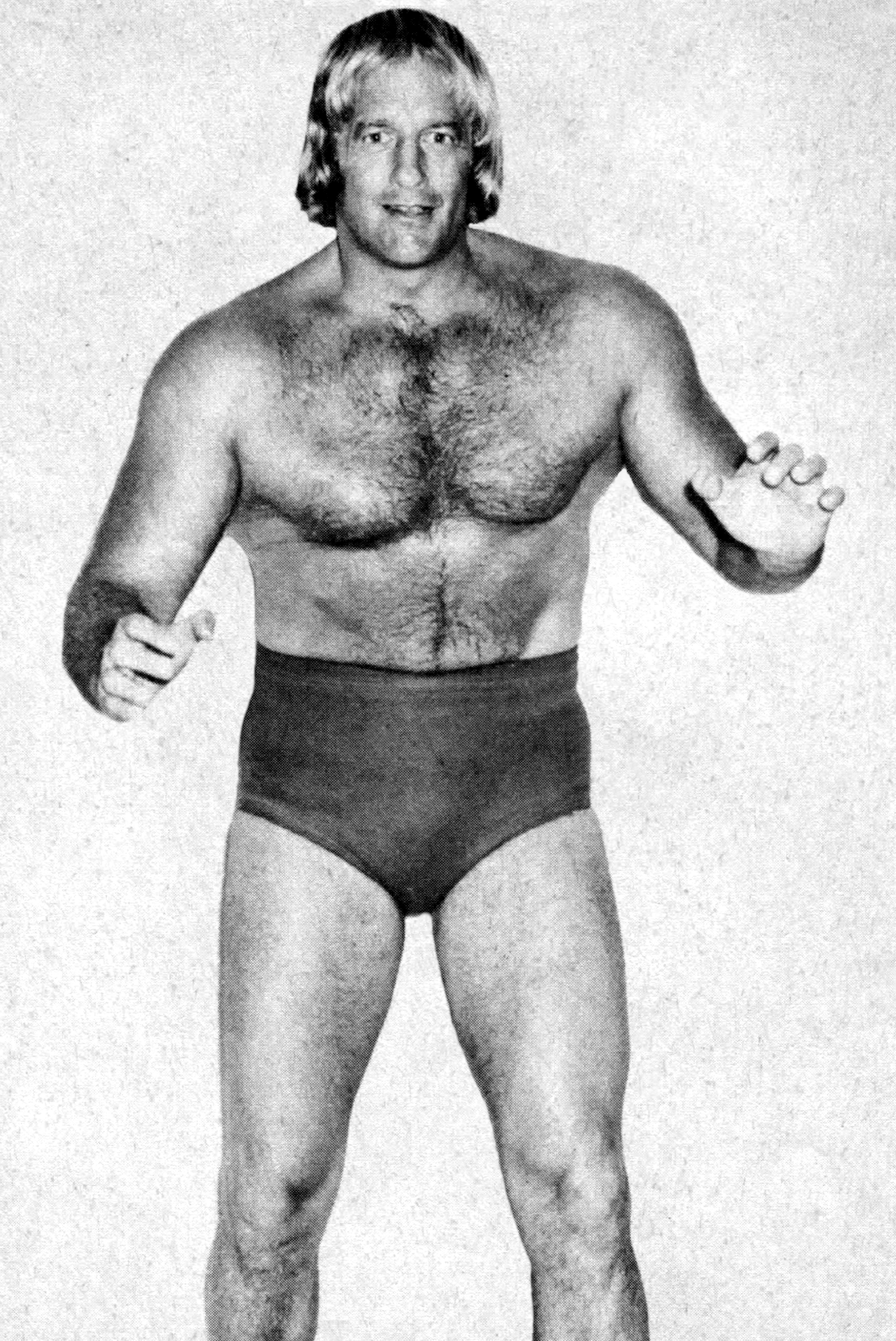
レネ・グレイ／5月25日没

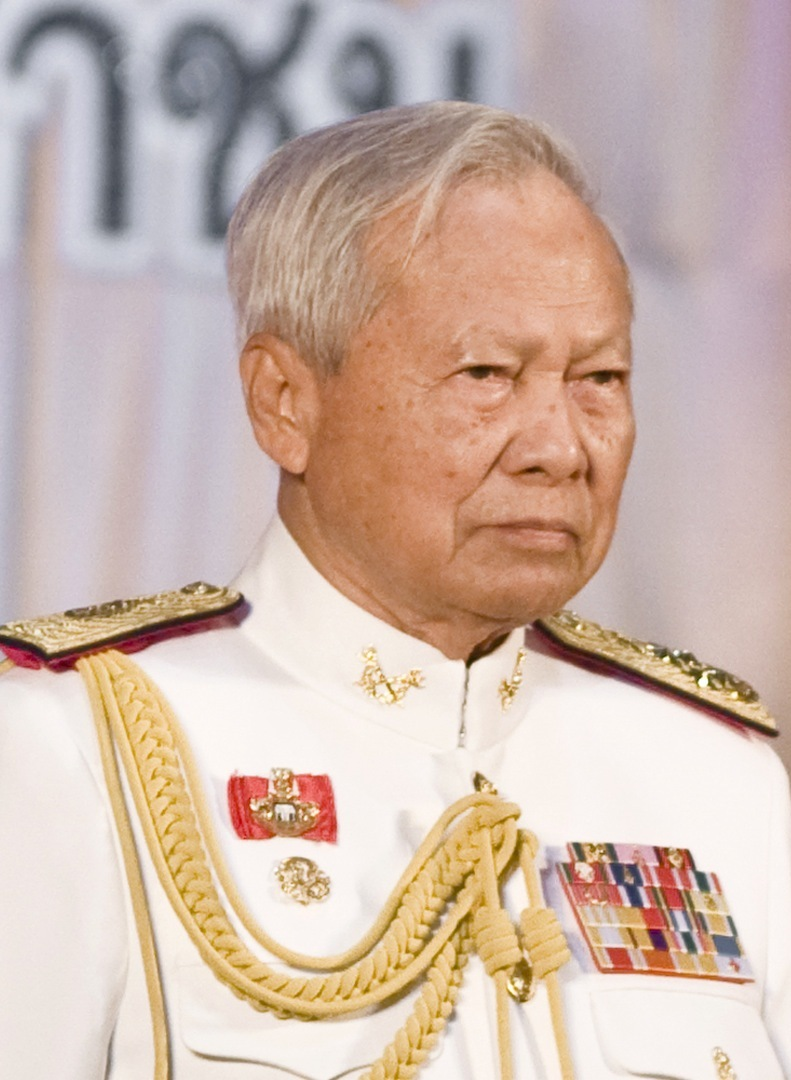
プレーム・ティンスーラーノン／5月26日没

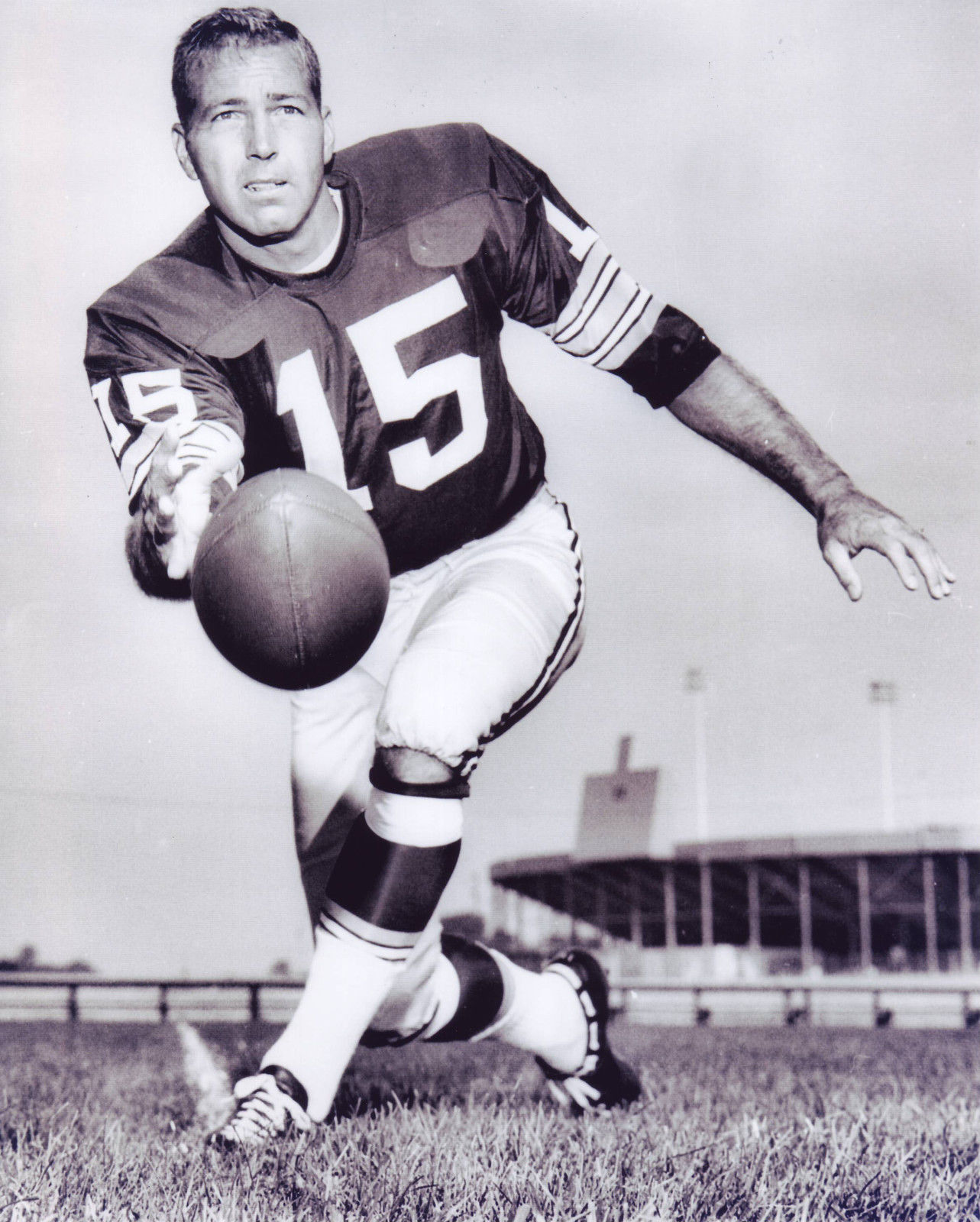
バート・スター／5月26日没

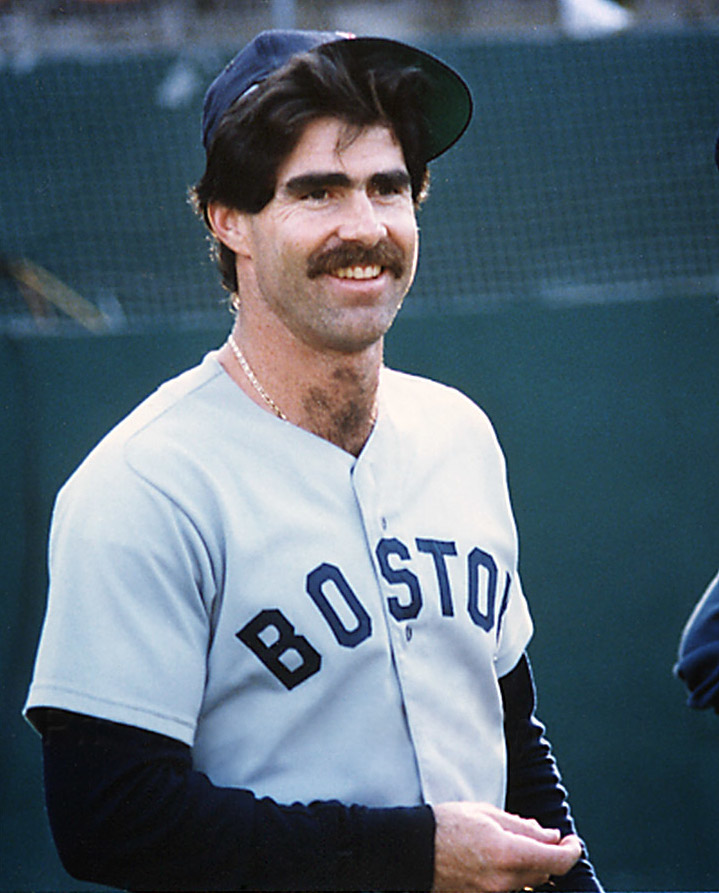
ビル・バックナー／5月27日没

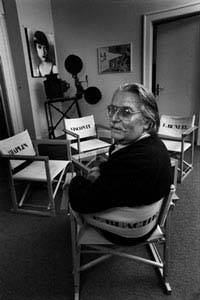
フレディ・ビュアシュ／5月28日没

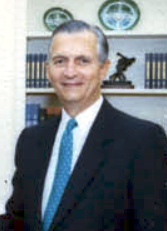
エドワード・シアガ／5月28日没

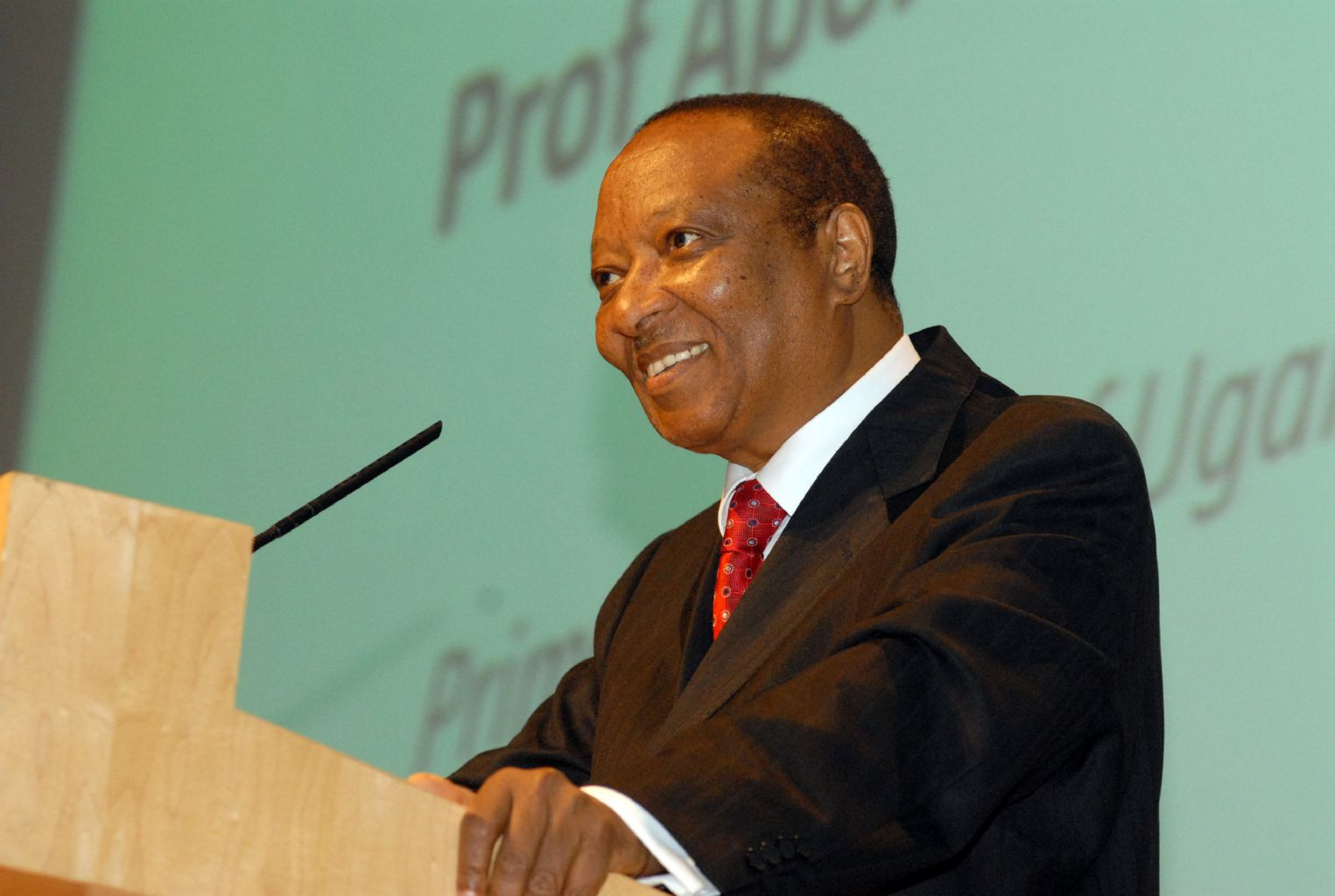
アポロ・ンシバンビ／5月28日没

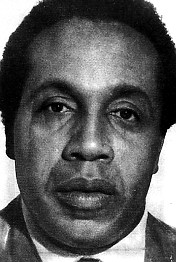
フランク・ルーカス／5月30日没

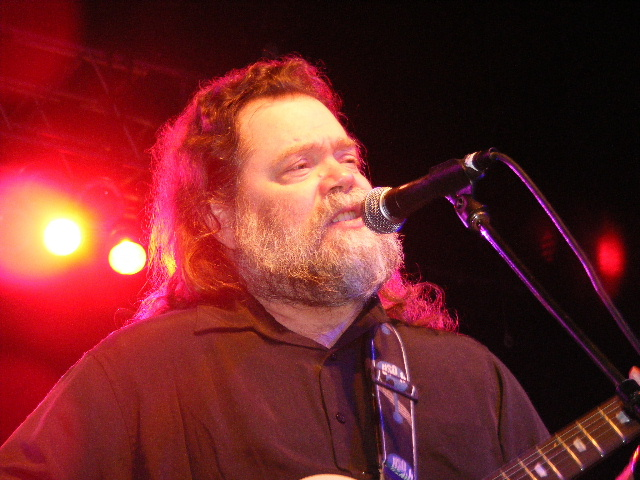
ロッキー・エリクソン／5月31日没

- 5月16日 - イオ・ミン・ペイ、アメリカ合衆国の建築家（* 1917年）[88]
- 5月16日 - ソル・ヤージド（英語版）、アメリカ合衆国のジャズクラリネット奏者（* 1922年）[89]
- 5月16日 - アンドレ・リュルトン（フランス語版）、フランスのワイン醸造家（* 1924年）[90]
- 5月16日 - ボブ・ホーク、オーストラリアの政治家、第23代連邦首相（* 1929年）[91]
- 5月16日 - 池田早苗、日本の団体理事、長崎原爆被災者協議会理事（* 1933年?）[92]
- 5月16日 - 青木勝男、日本のプロ野球選手【広島東洋カープ所属】（* 1946年）[93]
- 5月16日 - 加藤典洋、日本の文芸評論家（* 1948年）[94]
- 5月16日 - デクスター・セントルイス、トリニダード・トバゴの卓球選手（* 1968年）[95]
- 5月16日 - アシュリー・マッサーロ、アメリカ合衆国の女子プロレスラー（* 1979年）[96]
- 5月16日 - 大山亜由美、日本の女子プロゴルファー（* 1994年）[97]
- 5月17日 - ハーマン・ウォーク、アメリカ合衆国の小説家（* 1915年）[98]
- 5月17日 - 松本政雄、日本のギネス世界記録保持者・世界最長寿夫婦の夫（* 1910年）[99]
- 5月18日 - 末包盛之、日本の実業家、元カノークス社長（* 1924年?）[100]
- 5月18日 - 豊福知徳、日本の彫刻家（* 1925年）[101]
- 5月18日 - 眞木正博、日本の医学者、秋田大学名誉教授（* 1925年?）[102]
- 5月18日 - 佐藤俊夫、日本の会計学者、国士舘大学元学長（* 1934年）[103]
- 5月18日 - 坂上順、日本の映画プロデューサー、元東映常務（* 1939年）[104]
- 5月18日 - マンフレート・ブルクスミュラー、ドイツのサッカー・アメリカンフットボール選手（* 1949年）[105]
- 5月18日 - メルヴィン・エドモンズ（英語版）、アメリカ合衆国のR&Bシンガー、アフター7（英語版）メンバー（* 1954年?）[106]
- 5月19日 - 小玉明利、日本のプロ野球選手【近鉄パールス・近鉄バファロー・近鉄バファローズ、阪神タイガース所属】、元近鉄バファローズ監督（* 1935年）[107]
- 5月19日 - 前原澄子、日本の看護学者、京都橘大学名誉教授、三重県立看護大学元学長（* 1936年）[108]
- 5月19日 - アルフレッド・ヤンソン（ノルウェー語版）、ノルウェーの作曲家、ピアニスト（* 1937年）[109]
- 5月19日 - 辻井京雲、日本の書家、北海道教育大学名誉教授（* 1944年）[110]
- 5月19日 - 木村進、日本のお笑い芸人、喜劇俳優（* 1950年）[111]
- 5月19日 - ニルダ・フェルナンデス（フランス語版）、スペイン出身のフランスの歌手（* 1951年）[112]
- 5月19日 - 小林裕、日本のオーボエ奏者（* 1961年）[113]
- 5月19日 - 古庄速人、日本のジャーナリスト（* 1972年）[114]
- 5月20日 - ルドルフ・フォン・リッベントロップ、ドイツの元武装親衛隊隊員、実業家、ヨアヒム・フォン・リッベントロップ長男（* 1921年）[115]
- 5月20日 - 渡邊亮徳、日本の映画プロデューサー、元東映副社長（* 1930年）[116]
- 5月20日 - 降旗康男、日本の映画監督、脚本家（* 1934年）[117]
- 5月20日 - ナンニ・バレストリーニ（イタリア語版）、イタリアの詩人（* 1935年）[118]
- 5月20日 - 鈴木長次、日本の競馬調教師【上山競馬→金沢競馬所属】（* 1947年）[119][120]
- 5月20日 - ニキ・ラウダ、オーストリアのレーシングドライバー、実業家（* 1949年）[121]
- 5月21日 - ロスワヴ・シャイボ（英語版）、ポーランドのグラフィックデザイナー（* 1933年）[122]
- 5月21日 - 山形和美、日本の英文学者、筑波大学名誉教授（* 1934年）[123]
- 5月21日 - 北島政樹、日本の医学者（医学博士）、外科医、国際医療福祉大学名誉学長（* 1941年）[124]
- 5月21日 - ラリー・キャロル（英語版）、オーストリア出身のアメリカ合衆国の画家（* 1954年）[125]
- 5月21日 - ジェイク・ブラック（英語版）、スコットランドの歌手、アラバマ3（英語版）メンバー（* 1960年?）[126]
- 5月22日 - ジュディス・カー（英語版）、ドイツ出身のイギリスの絵本作家（* 1923年）[127]
- 5月22日 - ドゥシャン・ミタナ、スロバキアの小説家、脚本家（* 1946年）[128]
- 5月22日 - 大澤晃、日本の環境学者、京都大学教授（* 1960年）[129]
- 5月23日 - 岸富美子、日本の映画編集者（* 1920年）[130]
- 5月23日 - 野呂田芳成、日本の政治家、元衆議院議員【自由民主党所属】、第22代農林水産大臣、第61代防衛庁長官（* 1929年）[131]
- 5月23日 - 北川泉、日本の経済学者、島根大学元学長・名誉教授（* 1931年）[132]
- 5月24日 - マレー・ゲルマン、アメリカ合衆国の物理学者、ノーベル物理学賞受賞者（* 1929年）[133]
- 5月24日 - 鈴木まつ子、日本の書家、毎日書道展名誉会員（* 1932年）[134]
- 5月25日 - クラウス・フォン・ビューロー、デンマーク出身のイギリスの法律家、演劇評論家（* 1926年）[135]
- 5月25日 - 赤尾嘉文、日本の実業家、元山口放送社長（* 1926年）[136]
- 5月25日 - 田中康義、日本の映画監督、映画プロデューサー（* 1930年）[137]
- 5月25日 - レネ・グレイ、カナダのプロレスラー（* 1932年）[138][139]
- 5月25日 - 吉田昭夫、日本の実業家、元日刊県民福井社長（* 1934年?）[140]
- 5月25日 - 芳賀紀雄、日本の国文学者、筑波大学名誉教授（* 1946年）[141]
- 5月25日 - 蔡安邦、中華民国出身の日本の物理学者、東北大学教授（* 1958年）[142]
- 5月26日 - プレーム・ティンスーラーノン、タイの軍人（陸軍大将）、政治家、枢密院議長、第22代首相（* 1920年）[143]
- 5月26日 - 深町純亮、日本の郷土史家、元飯塚市歴史資料館館長（* 1925年）[144]
- 5月26日 - 於勢好之輔、日本の実業家、元大陽日酸会長（* 1932年）[145]
- 5月26日 - バート・スター、アメリカ合衆国のアメリカンフットボール選手・指導者（* 1934年）[146]
- 5月27日 - ロバート・バーンスタイン（英語版）、アメリカ合衆国の人権活動家、ヒューマン・ライツ・ウォッチ共同創設者（* 1923年）[147]
- 5月27日 - ロジャー・O・ハーソン（英語版）、アメリカ合衆国の脚本家（* 1926年）[148]
- 5月27日 - 西岡範明、日本のフランス文学者、九州大学名誉教授（* 1929年）[149]
- 5月27日 - 小林圭二、日本の工学者、元京都大学複合原子力科学研究所講師（* 1939年）[150]
- 5月27日 - フランソワ・ヴェイエルガンス、ベルギーの作家、映画監督（* 1941年）[151]
- 5月27日 - 本多晃、日本の政治家、元柏市長（* 1947年）[152]
- 5月27日 - ビル・バックナー、アメリカ合衆国のMLB選手（* 1949年）[153]
- 5月27日 - 中森明穂、日本の女優（* 1966年）[154]
- 5月28日 - 酒井日慈、日本の僧侶、日蓮宗第51代管長、池上本門寺元貫首、実相寺元住職（* 1919年）[155]
- 5月28日 - フレディ・ビュアシュ、スイスの映画評論家（* 1924年）[156]
- 5月28日 - エドワード・シアガ、ジャマイカの政治家、元同国首相・ジャマイカ労働党党首（* 1930年）[157]
- 5月28日 - 土田有紀、日本の作詞家（* 1930年?）[158]
- 5月28日 - 松下治英、日本の元自衛官、元ブルーインパルス編隊長（* 1932年）[159]
- 5月28日 - カーマイン・カリディ、アメリカ合衆国の俳優（* 1934年）[160]
- 5月28日 - アポロ・ンシバンビ、ウガンダの政治家、元同国首相（* 1940年）[161]
- 5月28日 - 栃本武良、日本の生物学者（* 1941年）[162]
- 5月28日 - デニス・エチスン（英語版）、アメリカ合衆国の作家（* 1943年）[163]
- 5月28日 - ジョン・ゲイリー・ウィリアムス（英語版）、アメリカ合衆国のR&Bシンガー、マッド・ラッズ（英語版）メンバー（* 1946年）[164]
- 5月28日 - 城﨑陽子、日本の国文学者（* 1962年）[165]
- 5月28日 - 加納弥生、日本の元体操選手（* 1963年）[166]
- 5月29日 - バイラム・シット（トルコ語版）、トルコのアマチュアレスリング選手・指導者、1952年ヘルシンキオリンピックフリースタイルフェザー級金メダリスト（* 1930年）[167]
- 5月29日 - 渡部孝、日本の英語学者、松山大学名誉教授（* 1931年?）[168]
- 5月29日 - 川口衞、日本の建築学者、法政大学名誉教授（* 1932年）[169]
- 5月29日 - 野山嘉正、日本の近代文学者、東京大学名誉教授（* 1937年）[170]
- 5月29日 - トニー・グローヴァー（英語版）、アメリカ合衆国のブルースハーモニカ奏者（* 1939年）[171]
- 5月29日 - 吉田美枝、日本の演劇翻訳家、通訳（* 1943年?）[172]
- 5月30日 - 酒井泰治、日本の英語学者、東京都市大学名誉教授（* 1925年?）[173]
- 5月30日 - フランク・ルーカス、アメリカ合衆国の元麻薬密売人、映画『アメリカン・ギャングスター』モデル（* 1930年）[174]
- 5月30日 - タッド・コクラン（英語版）、アメリカ合衆国の政治家、元上院議員（* 1937年）[175]
- 5月30日 - レオン・レッドボーン（英語版）、キプロス出身のミュージシャン（* 1949年）[176]
- 5月31日 - パディ・ファヒー、アイルランドの作曲家、フィドル奏者（* 1916年）[177]
- 5月31日 - 奈良典明、日本の生態学者、弘前大学名誉教授（* 1932年?）[178]
- 5月31日 - ジャン＝クロード・ラブレク（英語版）、カナダの撮影監督、映画監督（* 1938年）[179]
- 5月31日 - ロッキー・エリクソン、アメリカ合衆国のシンガーソングライター、元13thフロア・エレベーターズメンバー（* 1947年）[180]